# Gigantochloa atter
Gigantochloa atter är en gräsart som först beskrevs av Justus Carl Hasskarl, och fick sitt nu gällande namn av Wilhelm Sulpiz Kurz. Gigantochloa atter ingår i släktet Gigantochloa och familjen gräs. Inga underarter finns listade i Catalogue of Life.